# 緑光

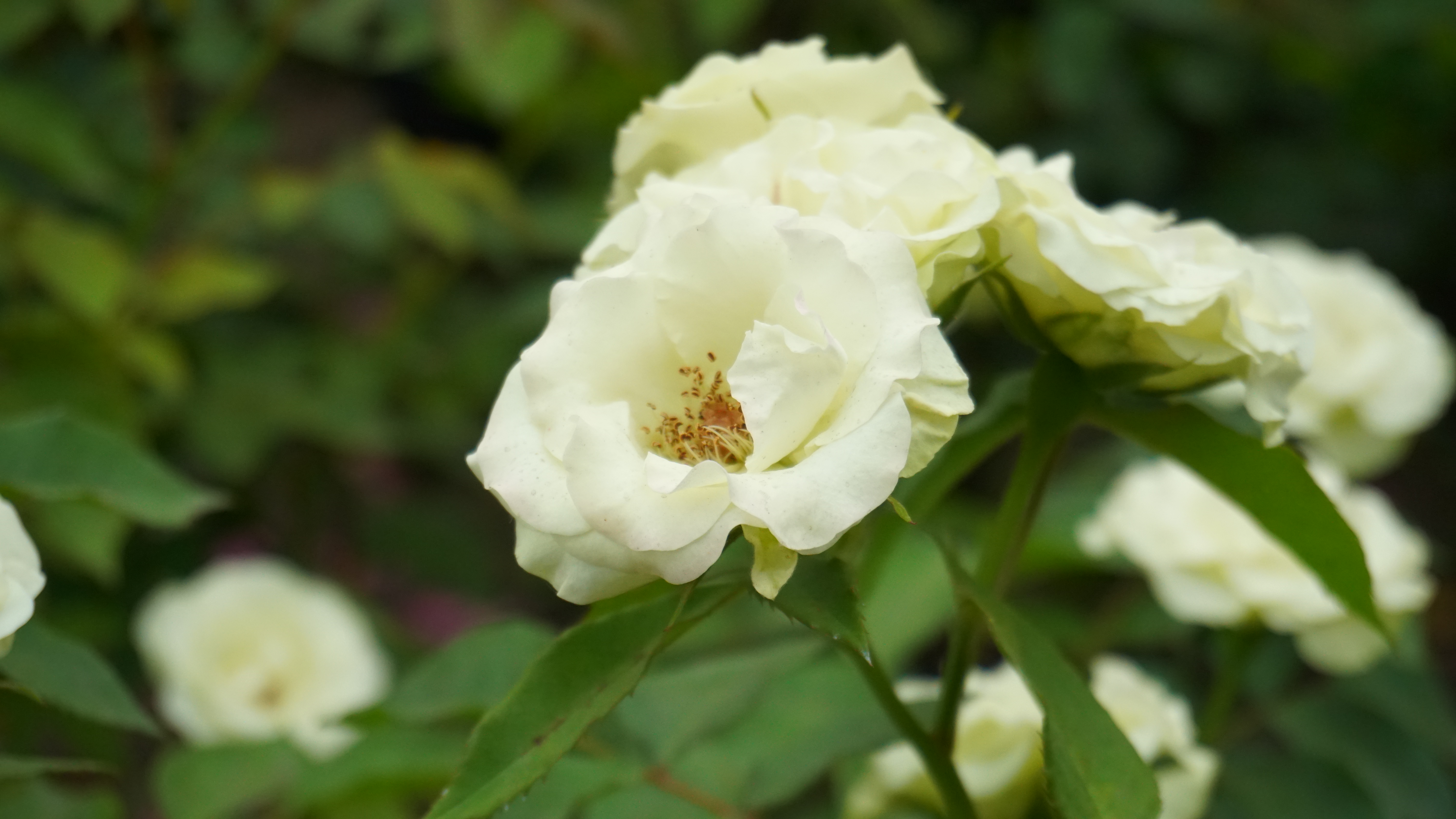
緑光

緑光 (りょっこう) は、バラの園芸品種の1つ。1985年に日本で、鈴木省三によって作出された。作出時の品種名は千鳥だったが、後に、緑光へ改められた。
フロリバンダ系の四季咲きのバラ。半横張り性で樹高は1m、花径が5-6cmの中輪の花をつける。半八重咲きまたは丸弁カップ咲きの花で、つぼみは黄緑色、花が咲くと白色になっていく。ゆっくりと開花するが、再び淡い緑色に変化する。花弁は20枚からなり、香りは微香かほとんどない。花付き、花もちはともによく、1つの花が2週間も咲き続ける。強健種。花は最後まで開ききることはない。枝は棘が少ない。1989年にバーデンバーデン国際コンクールで金賞を受賞した。